# Wisdom (Band)
Wisdom (deutsch Weisheit) war eine ungarische Power-Metal-Band, die 2001 in Budapest gegründet wurde. Der Name steht für die Absicht der Musikgruppe, sich in ihrem künstlerischen Schaffen mit dem Thema Weisheit auseinanderzusetzen. Jedes Lied ist daher inhaltlich eng an einen weisen Ausspruch bekannter Dichter und Denker angelehnt. In der Außendarstellung unterstreicht zudem die auf Covern, Plakaten usw. allgegenwärtige Figur eines alten, weisen Mannes, des Wiseman, die Programmatik der Musiker.

## Geschichte

### Frühzeit
Schon um die Jahrtausendwende spielten der Bassist Máté Molnár und der Gitarrist Gábor Kovács mit dem Gedanken, eine Heavy-/Power-Metal-Band zu gründen. Das erste Treffen unter Teilnahme von Máté Molnár, Gábor Kovács und Nachladal István (Nahi) fand im Oktober 2001 in einem Lokal auf dem Moszkva-Platz statt. Sie verabredeten sich, um gemeinsam einige Coverversionen einzuspielen, darunter Gamma Rays Man on a Mission, Judas Priests Night Crawler und Helloweens Eagle Fly Free. Sie legten auch das Ziel der Band fest: in dieser musikalischen Gattung könne „man nichts Neues schaffem, aber etwas Gutes schon“. Seitdem ist es auch die Ars Poetik der Band.

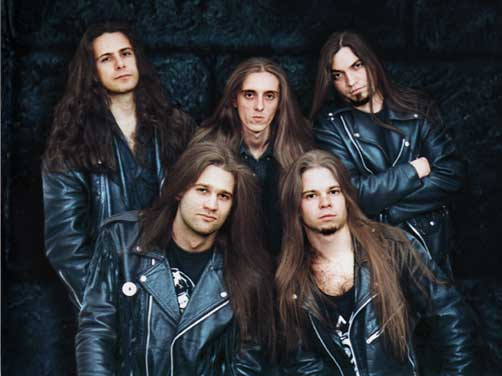
Wisdom - Frühzeit

Da Legendary, die andere Band von Gábor Kovács, nicht besonders aktiv war, konnte auch deren Gitarrist Zsolt Galambos sich an Wisdom beteiligen. So kam die erste Aufstellung der Band nach ein bis zwei Jahren zustande: der Sänger Istvan Nachladal (Nahi) – der damals Mitglied von Morpheus war –, der Schlagzeuger Balázs Hornyák von Dynasty und der Gitarrist Zsolt Galambos.

### Der Name „Wisdom“
Die Idee für den Namen der Band stammt aus einem Film mit dem Titel Wisdom (deutscher Titel: Wisdom – Dynamit und kühles Blut) aus dem Jahr 1986, in dem der Schauspieler Emilio Estevez die Rolle des Hauptdarstellers John Wisdom spielte.

### Die ersten Konzerte

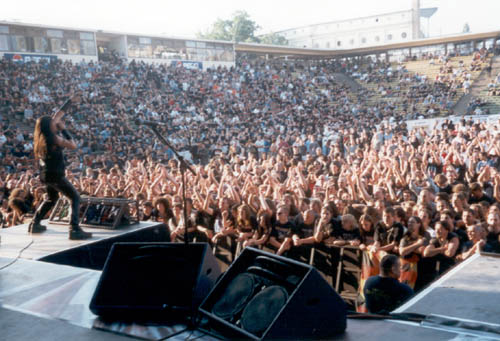
Wisdom vor Iron Maiden

Hauptkomponist der Band wurde Gábor Kovács. Er stellte Wisdoms ersten Song Fate bereits bei der ersten Probe vor. Zweiter Song wurde das Midtempo-Stück King of Death. Ein Jahr nach der Gründung der Band wurde das erste Demo den anderen bekannten ungarischen Bands vorgestellt. Kalapács entschied, Wisdom als Vorgruppe auf ihre Herbsttour mitzunehmen. Zum Live-Set gehörten auch Aces High von Iron Maiden und I’m Alive von Helloween.
Das Demo sorgte außerdem für einen Auftritt auf der Ungarn-Tour von Iron Maiden, die unter dem Motto Giv Me Ed… ´Til I’m Dead die in ein Kleinstadion mit 15.000 Plätzen in Ungarn führte. Dies was bis dato Wisdoms größter Auftritt.

### Wisdom EP, die Geburt von Wiseman und Videoclips
Dem Konzert mit Iron Maiden folgten weitere Einladungen. Man hatte die Möglichkeit, als Vorband ausländischen Bands wie zum Beispiel Saxon, U.D.O. und Doro aufzutreten. Bei der U.D.O./Doro-Tour war die deutsch-skandinavische Band Dionysus dabei, deren Leiter Ronny Milianovicz Wisdom sehr gefiel. Er plante ein gemeinsames Projekt mit dem Sänger von Wisdom und wurde der Manager der Band. Nach dem ersten EP wurde der Druck immer größer, aber bisher waren nur sieben Songs fertig geschrieben. Die fertigen Songs wurden danach im Studio aufgenommen. Der Plan war, dass die Version mit 4 Songs in Ungarn auf den Markt kommt und die andere mit 7 Songs als Promotion den ausländischen Verlegern und Konzertorganisatoren geschickt wird.

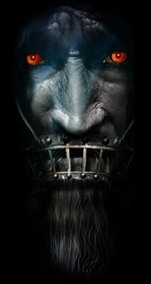
Wiseman

Der Bassist Máté Molnár wollte vom Anfang an eine Welt um den Namen der Band aufbauen, wie z. B. die Geschichte von Eddie (Iron Maiden) oder Vic (Megadeth). Der Zeichner Gyula Havancsák (Hjules) zeichnete den ersten Entwurf für den Wiseman, der zur Hauptfigur der Band avancierte. Die wichtigsten Lebenspunkte seiner Geschichte wurden immer in den Titelsongs der Alben erzählt.
Noch vor der Erscheinung der EP wurde ein Videoclip zu dem Lied mit dem Titel Strain of Madness gefertigt, das im Februar 2004 im Familiengrab der berühmten Sektmacher Törley gedreht wurde. Die CD enthält auch diesen Clip und andere Extras.
2004 erschien die Wisdom EP mit 4 Songs. Jede Song wurde mit einer Weisheit von berühmten Wissenschaftlern, Denkern oder Künstlern, die die Handlung der Lieder kurz zusammenfasst. Die CD erschien in Ungarn zusammen mit einer Ausgabe des Metal Hammer (dortiger Name: HammerWorld). Zu dieser Zeit trennte sich Balázs Hornyák von der Band. Er wurde von Csaba Czébely ersetzt. Die CD-Präsentation fand vor der Band Europe statt.

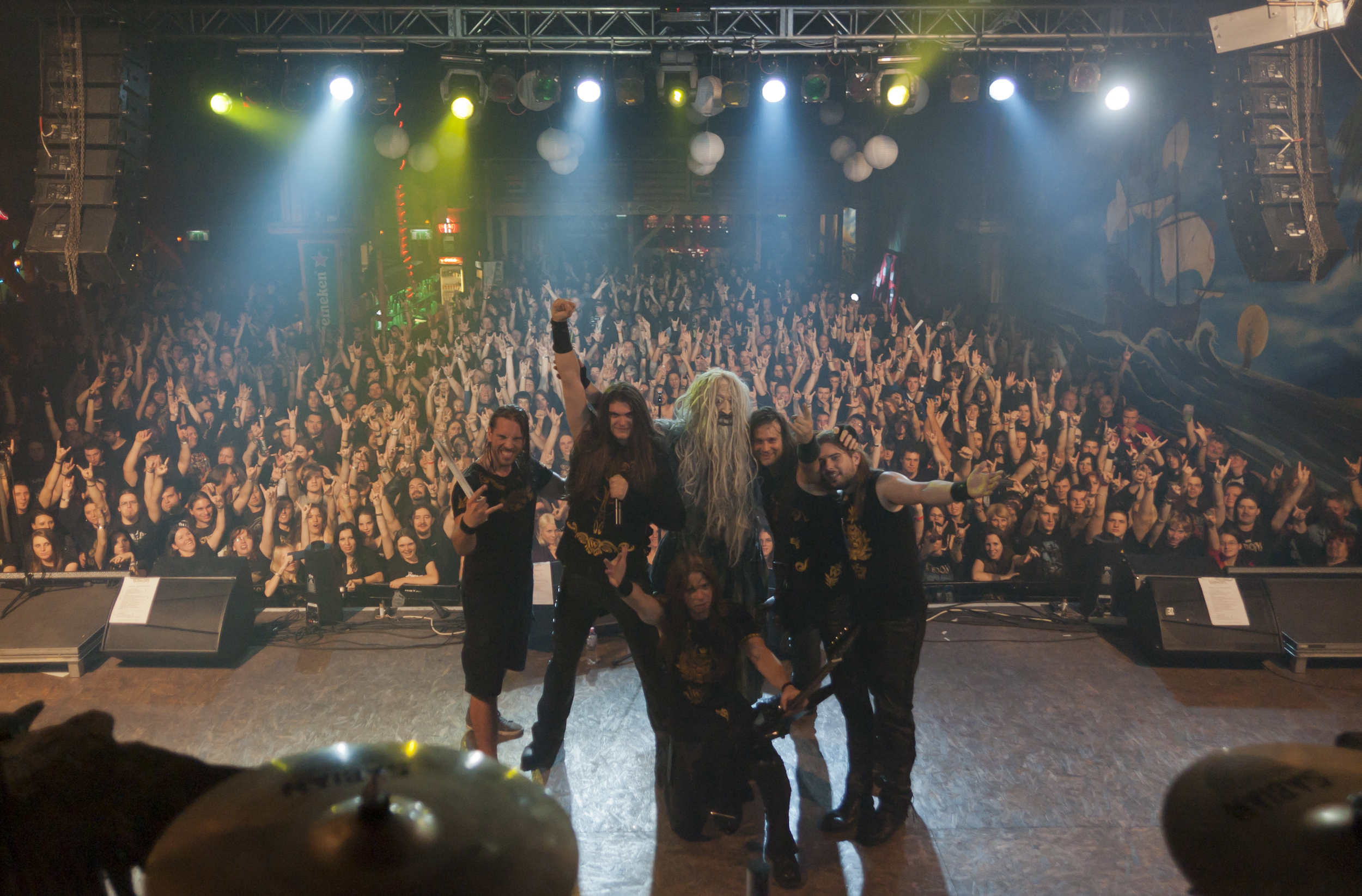
Keep Wiseman Alive 2013

### Keep Wiseman Alive
Das erste eigenständige Wisdomkonzert wurde am 19. November 2005 in der Hauptstadt Budapest veranstaltet. Die Show bekam den Namen „Keep Wiseman Alive“, der darauf hinweisen sollte, je mehr Leute zum Konzert kommen, desto eher könne Wiseman und somit auch die Band am Leben erhalten werden. Da die Show in ihrer Heimatstadt stattfand, hatten die Mitglieder der Band mehr Zeit, um großartigere, visuelle Effekte vorzubereiten und Pyrotechnik für ihre Performance zu verwenden. Das Konzert wurde eigentlich nur zur einmaligen Aufführung geplant. Im Laufe der Zeit verwandelte es sich aber in das wichtigste Ereignis der Band und wurde fast jährlich veranstaltet. Im Jahre 2006 trat auch Wiseman selbst auf die Bühne. Aber erst sieben Jahre später, im Jahre 2013, kam er zur Uraufführung des dritten Albums wieder vor.

### Die erste LP, Eurovision, Trennung
2006 war das Jahr der Touren und den Vorbereitungen für das erste Album gewidmet. Den Platz von Csaba Czébely nahm der Drummer Péter Kern ein. Das Mastering an der LP fand im Studio Finnvox statt. Im November 2006 kam das erste Album (unterstützt von Hammer Records) namens Words of Wisdom auf den Markt. Kurz darauf hatte der Verlag Soundholic aus Japan die LP auf den asiatischen Markt gebracht und somit war Wisdom die erste Band, deren CD in Asien erschienen war. Das Album hatte so einen großen Erfolg, dass die Band als die beste Band in Ungarn zur Eurovision 2007 nominiert wurde, jedoch im Televoting gegen Magdi Rúzsa verlor. Danach wurde der Videoclip namens Wisdom im Museum Kiscelli gedreht, wo auch Wiseman selbst erschien. 

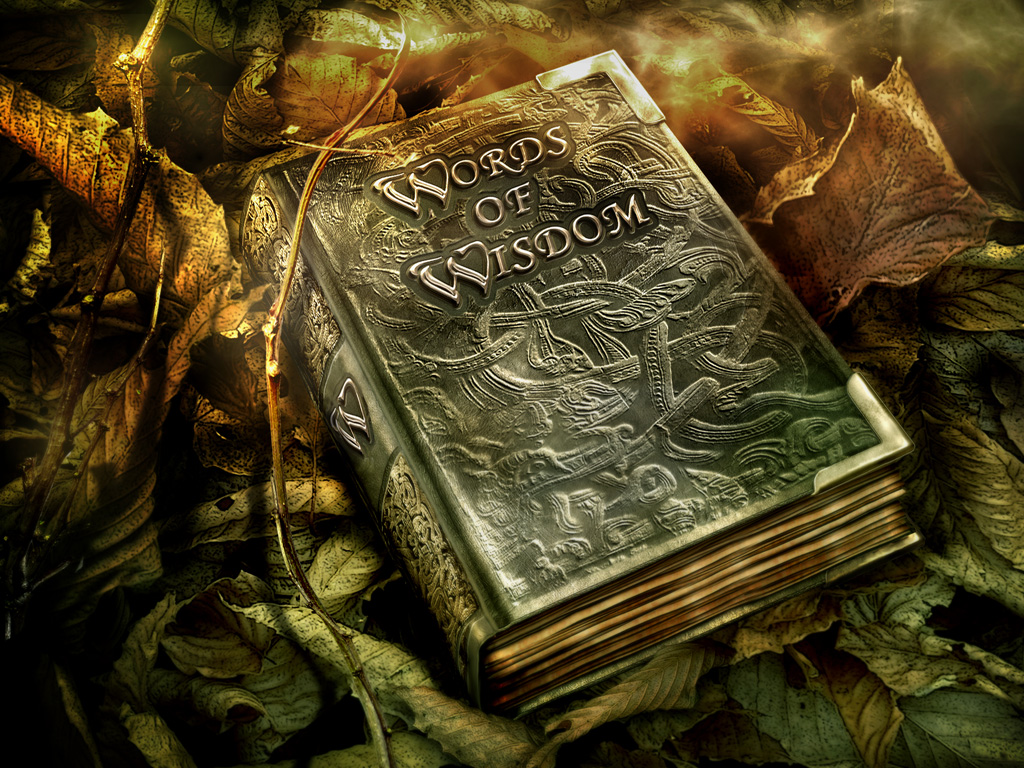
Words Of Wisdom - Das Buch von Wiseman

Den Frühling 2007 ging es auf Tour. Im Sommer dieses Jahres spielte die Band vor Heaven and Hell  sowie auf den wichtigsten Festivals Ungarns wie dem Sziget. Der größeren Anerkennung folgte eine höhere Spannung zwischen den Mitgliedern der Band. Istvan Nachladal (Nahi) verließ Wisdom, Zoltan Kiss (Iron Maidnem, Age of Nemesis… usw.) half der Band aus. Im Dezember 2007 kam die EP At the Gates heraus.

### Rückkehr, Judas
Ein Auftritt vor Judas Priest mit dem neuen Drummer Balázs Ágota (der Péter Kern folgte) folgte 2008. Danach hörte man jedoch wieder nichts von Wisdom, obwohl im Hintergrund sehr stark an der zweiten LP gearbeitet wurde. 2010 sang der neue Sänger die ganze Tour mit einer Maske vor dem Gesicht. Hier war seine Stimme, nicht die Person wichtig, was auch große Aufmerksamkeit in der Musikbranche in Ungarn erregte. Der Name des bis dato unbekannten Sängers Gábor Nagy (NG) wurde erst mit dem Album enthüllt. Dieses erschien 2011 unter dem Titel Judas.

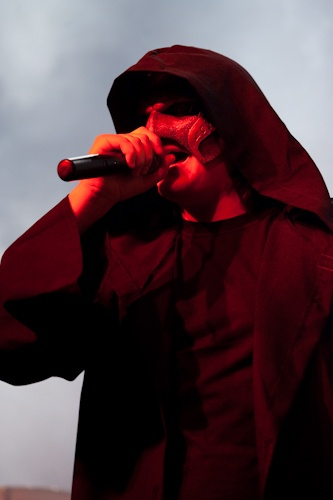
NG The Mask

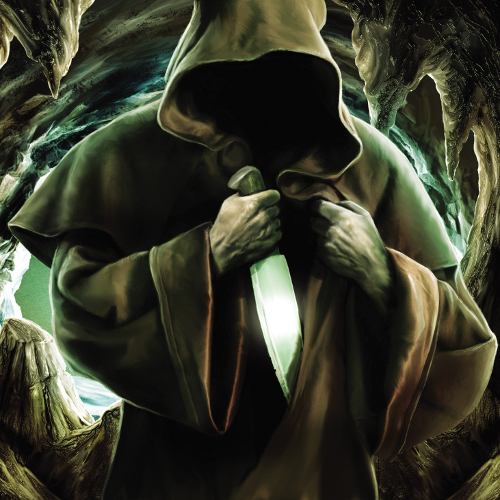
"Judas, a liar, a king for a day"

Neben Nagy ist als Gastsänger Mats Levén (Therion, Yngwie Malmsteen, At Vance) zu hören, der auf dem Album Judas verkörperte.
Im Herbst kam ein neuer Videoclip zum lyrischen Lied mit dem Titel Heaven and Hell auf die Welt, der in dem malerischen Park des Schlosses der alten ungarischen Adelsfamilie Festetics in Dég gedreht wurde. Damals feierte die Band ihr 10-jähriges Jubiläum mit einer Tour namens X. Wise Years in 10 großen Städten in Ungarn, deren letztes Konzert das V. Keep Wiseman Alive war.

### Internationale Chancen, Tour

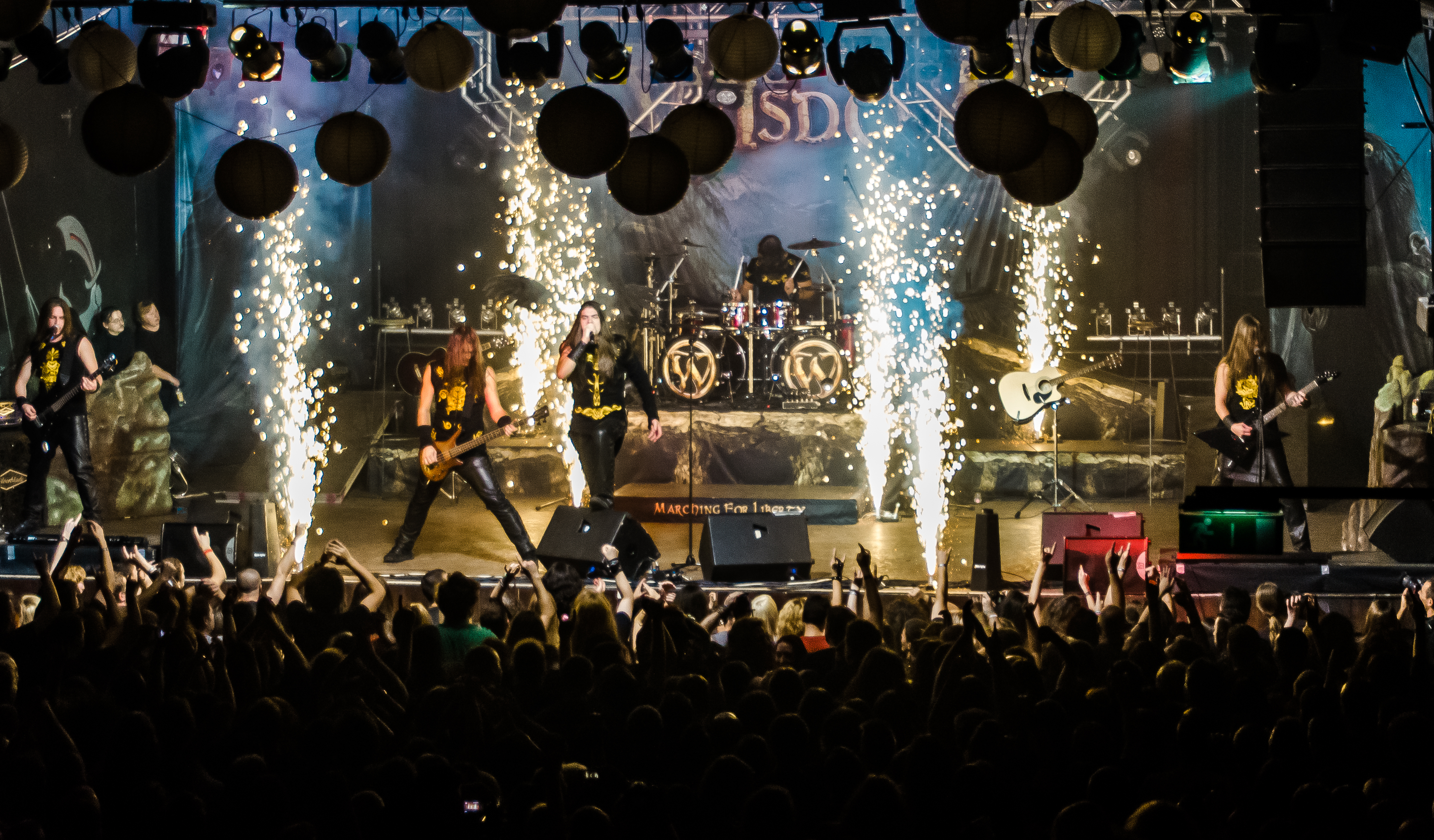
Wisdom auf der Bühne

Anfang 2012 wurden Verträge mit der österreichischen Konzertagentur Rock the Nation und mit dem Verlag NoiseArt Records unterschrieben. Dadurch eröffneten sich neue internationale Wege und Möglichkeiten für die Band. Zsolt konnte den größeren Erwartungen nicht entsprechen, demzufolge wurde Máté Bodor neuer Gitarrist. Er war vorher Student am Institute of Contemporary Music Performance in London. Das Album erschien nun weltweit. Anschließend ging die Band zusammen mit Eluveite auf große Tour im Vorprogramm von Sabaton. Die Tour dauerte zwei Monate in Westeuropa, dann zwei Wochen in Großbritannien, danach im Frühling 2013 einen Monat in Osteuropa. Die Bilanz der Tour waren 58 Konzerte in 38 Ländern.

### Marching for Liberty
Am 27. September 2013 kam das dritte Studio-Album, Marching for Liberty auf den Markt. International wurde es von Noise Art Records veröffentlicht, in Ungarn von Hammer Records. Im Titelsong ist die Stimme von Fabio Lione (Rhapsody, Vision Divine, Mamelot, Angra) zu hören. Nach der CD-Veröffentlichung gingen Wisdom zusammen mit Powerwolf auf große Europa-Tournee. Bei ihrem Konzert in Budapest, das unter dem Motto Keep Wiseman Alive VII. stand, traten Powerwolf als Special Guest vor Wisdom auf.

### Rise of the Wise, Auflösung
Nachdem sie im Februar 2016 Sabaton auf deren Heroes Tour unterstützten, erschien am 26. Februar das vierte Studioalbum, Rise of the Wise. Wie sein Vorgänger wurde es international von Noise Art Records veröffentlicht, während es in Ungarn jedoch von Nail Records veröffentlicht wurde. Nach der Veröffentlichung spielten Wisdom 2016 noch einige Konzerte in Europa, bevor es wieder still um die Band wurde.
Am 1. April 2018 wurde auf Facebook und der offiziellen Website ein Statement von Wisdom veröffentlicht, in dem bekannt gegeben wurde, dass sich die Band aufgelöst hat. Nach dem letzten Studioalbum seien die Bandmitglieder zu dem Schluss gekommen, dass sie in mehreren Dingen eine Veränderung benötigen und dies nicht ginge, wenn man sich ständig auf Tour oder im Studio befände. Des Weiteren wurde der schlechte Gesundheitszustand des Sängers, Gabor Nagy, genannt und auch, dass der Erfolg der neuen Band von Mate Molnar, Beast in Black, viel schneller zunimmt als zunächst erwartet. Nichtsdestotrotz planen Wisdom, irgendwann noch ihr fünftes Studioalbum zu veröffentlichen.

## Diskografie

### Alben
- 2006: Words of Wisdom (Eigenproduktion, später Nail Records)
- 2011: Judas (Nail Records)
- 2013: Marching for Liberty (Nail Records)
- 2016: Rise of the Wise (NoiseArt Records)

### EPs
- 2004: Wisdom (Music Works)
- 2007: At the Gates (Nail Records)

### Musikvideos
- 2004: Strain of Madness[22]
- 2005: Unholy Ghost[23]
- 2007: Wisdom[24]
- 2011: Heaven and Hell[25]
- 2011: Live Forevermore[26]

## Bandmitglieder
Timeline

## Keep Wiseman Alive
| Konzert                | Date        | Ort                    | Spectacle                                                                      | Support                              | Special guest              | More info | Flyer |
| ---------------------- | ----------- | ---------------------- | ------------------------------------------------------------------------------ | ------------------------------------ | -------------------------- | --- | ----- |
| Keep Wiseman Alive I   | 2005.11.19. | Wigwam Rock Club       | Burgdekoration aus dem Altertum Pyrotechnik, Kunstschneefall, brennende Zymbal | Halor (Hu)                           | Attila Szucs Attila Fabian | Fans, die in einem Wisdomshirt kamen, bekamen ein Feuerzeug mit Wisdomlogo, das sie gegen ein Bier umtauschen konnten Die Vorstellung „Unholy Ghost“ mit drei akustischen Gitarren                            |       |
| Keep Wiseman Alive II  | 2006.11.18. | Wigwam Rock Club       | Mittelalterliche Dekoration, Wasserspeier                                      | Rómeó Vérzik (Sk)                    | Zoltan Kiss Peter Schrott  | Words Of Wisdom Albumaufführung Der lebensgroße Wiseman erschien auf der Bühne |       |
| Keep Wiseman Alive III | 2007.12.23. | Wigwam Rock Club       | Walddekoration Pyrotechnik                                                     | ---                                  | Istvan Horvath (Pityesz)   | At The Gates Singleaufführung Alle Wisdomschlagzeuger bis dato traten an diesem Abend auf |       |
| Keep Wiseman Alive IV  | 2009.11.14. | Club202                | Burgdekoration                                                                 | Tristana (Sk) Avatar (Hu)            | Peter Wilsen               | Das Konzert „Wiseman Is Alive“ ließ sagen, dass die Band noch existiert Als Tribut an die Vergangenheit spielte die Gruppe drei Stunden, in der ersten Hälfte mit Nahi, in der zweiten Hälfte mit Zoltan Kiss |       |
| Keep Wiseman Alive V   | 2011.12.17. | Club202                | Höhledekoration Pyrotechnik                                                    | Chronology (Hu) iScream (Hu)         | Zoltan Kiss                | Judas Albumaufführung Die letzte Station der Tour zum zehnjährigen Jubiläum „X Wise Years“ Unter Mitwirkung des Sponsors bekamen die ersten 300 Gäste ein Wisdomshirt                                         |       |
| Keep Wiseman Alive VI  | 2012.12.08. | Club202                | Moderneres Bühnenbild mit Lampenbrücken und speziellen Lampen                  | Twister (Hu)                         | ---                        | Das Debüt in Ungarn von Mate Bodor mit der Band Unter Mitwirkung des Sponsors bekamen die ersten 300 Gäste eine Wisdomkappe                                                                                   |       |
| Keep Wiseman Alive VII | 2013.11.15. | Barba Negra Music Club | Felsenreiche Pfaddekoration, Raben, Kessel Pyrotechnik, Kunstschneefall        | Powerwolf (De) Tales Of Evening (Hu) | ---                        | Marching For Liberty Albumaufführung Wiseman erschien nach 7 Jahren wieder auf der Bühne |       |